# Casa Majó (Tremp)
La Casa Majó és una obra de Tremp (Pallars Jussà) protegida com a Bé Cultural d'Interès Local.

## Descripció
Casa construïda entre mitgeres, de tres nivells d'alçat (planta baixa i dos pisos) refeta, probablement, sobre la base d'un edifici anterior. Destaca la porta principal, conformada per un arc de mig punt de grans dovelles de pedra regulars i brancals igualment petris, sense escut ni cap altre element decoratiu.

## Història
No es disposa de dades sobre la construcció de Casa Majói l'únic element que testimonia la seva antiguitat és l'arc que conforma la porta d'accés, que mostra les característiques pròpies de les grans portalades d'estil renaixentista datables vers el segle xvi.